# Сокул
«Сокул» (пол. Sokół Sokółka) — польский футбольный клуб из Сокулки, выступающий в Четвёртой лиге.

## Рекорды
- Самая крупная победа — «Мельник», 7:0 (10.05.2003)
- Самое крупное поражение — «Мазур» (Элк), 0:19 (23.08.1959)

## Тренеры с 2001 года
- Здзислав Сидорович
- Кшиштоф Влодыко
- Цезарий Кондрусевич
- Гжегож Шершенович
- Дариуш Байер
- Веслав Янцевич
- Мирослав Дымек
- Витольд Мрозевский